# Thoreauea aberrans
Thoreauea aberrans är en oleanderväxtart som beskrevs av J.F.Morales. Thoreauea aberrans ingår i släktet Thoreauea och familjen oleanderväxter. Inga underarter finns listade i Catalogue of Life.